# Grewia milleri
Grewia milleri är en malvaväxtart som beskrevs av Abedin. Grewia milleri ingår i släktet Grewia och familjen malvaväxter. Inga underarter finns listade i Catalogue of Life.